# فالتر بيرسا
فالتر بيرسا (بالإيطالية: Valter Birsa)‏ (مواليد 7 أغسطس 1986 في شيمبيتر بري غوريتشي - يوغوسلافيا) لاعب كرة قدم سلوفيني يلعب حاليا لصالح نادي الدرجة الأولى إيه سي ميلان الإيطالي منذ 2013 في خط الوسط .

## روابط خارجية
- فالتر بيرسا على موقع الاتحاد الدولي (مؤرشف)  (الإنجليزية)
- فالتر بيرسا على موقع الاتحاد الأوربي (الإنجليزية)
- فالتر بيرسا على موقع قاعدة بيانات كرة القدم.إي يو (الإنجليزية)
- فالتر بيرسا على موقع ليكيب (الفرنسية)
- فالتر بيرسا على موقع ناشيونال فوتبول تيمز (الإنجليزية)
- فالتر بيرسا على موقع Soccerway.com (الإنجليزية)
- فالتر بيرسا على موقع عالم كرة القدم.نت (الإنجليزية)
- فالتر بيرسا على موقع AS.com (الإسبانية)